# Бабін Михайло Павлович
Ба́бін Миха́йло Па́влович (14 листопада 1909, село Усть-Борова — †3 травня 1978, місто Іжевськ) — педагог, організатор вищої школи, доцент (1967), заслужений вчитель школи РРФСР.

## Біографія
1932 року закінчив Пермський індустріально-педагогічний інститут. В 1936—1939 роках працював старшим викладачем кафедри фізики Удмуртського державного педагогічного інституту, в 1939-1942 роках декан фізико-математичного факультету, в 1942-1945 роках старший інженер науково-дослідної лабораторії заводу «ІжМаш». Під час війни брав участь у комплексі досліджень спеціальних сортів сталі, зокрема у визначенні магнітних параметрів низки сортів, термічно оброблених на всю гаму твердості .
У 1942—1948 роках — старший викладач фізико-математичного факультету, а 1948—1972 роках директор, а після зміни назви посади — ректор Удмуртського державного педагогічного інституту. Зіграв головну роль у тому, що 1959 року в педінституті було відкрито художньо-графічний факультет . Був редактором «Наукових записок», що видавалися в педінституті.
Після перетворення інституту на Удмуртський державний університет працював у 1972—1978 роках доцентом кафедри загальної фізики.
Як науковець Бабін вивчав фізичні властивості сталі та методи контролю якості її термічної обробки .
Відмінник народної освіти. Депутат Верховної Ради Удмуртської АРСР 4-6 скликання (1956—1963). Нагороди: орден Леніна (1971), орден Трудового Червоного Прапора (1958), орден Знак Пошани (1966) та медалі («За трудову доблесть» та ін.).